# おもいでのアルバム
- おもいでのアルバム
- 思い出のアルバム

「おもいでのアルバム」「思い出のアルバム」は、日本の歌。作詞：増子とし（1908年 - 1997年）、作曲：本多鉄麿（本多慈祐、1905年 - 1966年）。
テレビ朝日の子供番組『とびだせ! パンポロリン』やNHKの歌番組『みんなのうた』で放送された。

## 概要
幼稚園児の卒園式を題材とする曲で、卒園式の定番曲となっている。本曲を制作した当時、作詞の増子としは墨田区の江東橋保育園長を務めるクリスチャン、作曲の本多鉄麿は調布市の仏教系幼稚園・神代幼稚園の園長だった。
1年の間に起こった出来事を思い出し、最後は幼稚園を卒園して小学校1年生になる様子を歌っている。全部で7番からなり、2番から6番は春・夏・秋・冬の各季節での出来事を歌っている。冬は5番と6番の2節が該当するが、5番の歌詞がイエス・キリスト聖誕祭となるクリスマスを扱っており、キリスト教系の幼稚園ではない場合には5番を除いた全6番で歌唱される事例がある。
1961年に『幼児のためのリズミカルプレー』（フレーベル館）で発表された。その後幼稚園教材としてビクターレコードからレコード化され、保育の現場で歌われてきた。
テレビ放送では、1980年2月に『とびだせ! パンポロリン』で「思い出のアルバム」の曲名で放送。『パンポロリン』の当時のお姉さん役である日本コロムビア所属のアニメソング歌手・かおりくみこが、中井幹子やコロムビアゆりかご会と共に歌唱、編曲は小森昭宏が手掛け、放送の際のアニメ映像はひこねのりおが担当した。
翌1981年に『みんなのうた』で「おもいでのアルバム」の曲名で放送。歌唱はダークダックスが担当、編曲は服部克久が手掛け、同番組のテレビ放送時のアニメ映像は鈴木康彦が担当した。その後1982年には編曲とアニメ映像はそのままに歌唱を芹洋子に変えたリメイク版が放送され、1983年には芹洋子版がレコード化され、また1981年の『みんなのうた』での放送時、日本コロムビアからは『パンポロリン』で放送されたかおりくみこ版が再発された。それ以後も同社から発売された『みんなのうた』関連のアルバムにかおりくみこ版が収録されることがある。また発売当時のLPや、後に発売されるアルバムCDのジャケットには『みんなのうた』のテレビ放送の映像からは引用されず、『パンポロリン』で使用されたアニメ映像からの画像が引用された。
作曲者の本多鉄麿は晩年、調布市にある常楽院の住職を務めており、1996年11月には本多の没後30年を記念して常楽院に「おもいでのアルバム」の歌碑が建てられた。歌碑には本多の業績と共に「おもいでのアルバム」の譜面と1番の歌詞が刻まれている。2006年（平成18年）に文化庁と日本PTA全国協議会が「日本の歌百選」に選定。
2017年（平成29年）10月2日から、常楽院の最寄り駅である京王線つつじヶ丘駅の接近メロディとして採用され、調布市内にある桐朋学園大学の鷹羽弘晃が演奏したメロディが使用されている。
グレッグ・アーウィンによる英訳詞「Remember the Days」が存在し、アーウィン自身の歌唱でCD化もされている（後述）。

## シングル収録曲

### かおりくみこ盤
1980年2月、日本コロムビアから発売。規格品番はSCS-495。
1. 思い出のアルバム（テレビ朝日『とびだせ! パンポロリン』から） - 4分3秒
作詞：増子とし、作曲：本多鉄麿、編曲：小森昭宏、歌：かおりくみこ、中井幹子、コーラス：コロムビアゆりかご会
2. マイディ（テレビ朝日『とびだせ! パンポロリン』から） - 2分58秒
作詞：香山美子、作曲：いずみたく、編曲：親泊正昇、歌：かおりくみこ、コーラス：コロムビアゆりかご会

### ダークダックス盤
1981年1月28日、ポリドールから発売。規格品番は7DX-1046。
1. おもいでのアルバム（NHK『みんなのうた』） - 5分13秒
作詞：増子とし、作曲：本多鉄麿、編曲：服部克久
2. エルム讃歌 - 3分53秒
札幌を舞台としたご当地ソング。
作詞：羽谷久保、作・編曲：馬飼野俊一

### 小牧まり盤
1981年、キングレコードから発売。規格品番はK06S-4001。
1982年発売のLP-BOX『NHKみんなのうたより第2巻・その3』（キングファミリークラブ）にも収録されている。
1. おもいでのアルバム - 4分8秒
作詞：増子とし、作曲：本多鉄麿、編曲：小谷肇
6番の歌詞が省略されている。
2. おもいでのアルバム（カラオケ） - 4分8秒
作曲：本多鉄麿、編曲：小谷肇、演奏：キング・オーケストラ

### 芹洋子盤
1983年、キングレコードから発売。規格品番はK07S-382。
1. おもいでのアルバム - 6分4秒
作詞：増子とし、作曲：本多鉄麿、編曲：高田弘
2. 今日の日はさようなら - 2分30秒
森山良子のカバー。
作詞・作曲：金子詔一、編曲：吉村浩二

## シングルA面曲以外で発売した歌手
- 田中星児 - 1978年、シングル「おべんとうばこ」（ビクター）のカップリングに収録。
- 森田克子、サカモト児童合唱団 - 1982年、少年少女合唱団みずうみのシングル「あさ おきたん」（東芝EMI）のカップリングに収録。
- 鈴木康夫、スクールメイツ・ブラザーズ - アポロン、ケイエスクリエイト版カバー。1985年発売『NHKみんなのうたヒットセレクションvol.1』、1989年発売「NHKみんなのうたより大全集」、1990年発売「きかせてあげたいみんなのうた」、1991年発売「NHKみんなのうたよりベストセレクション北風小僧の寒太郎」、1995年発売「ママと一緒…たのしいどうよう」（ここまで全てアポロン）、2004年発売「みんなのうた名曲選」「おかあさんといっしょみんなのうた大集合」（共にケイエスクリエイト）等に収録。
- 白井安莉紗、大澤秀坪、小村知帆、森の木児童合唱団 - 2000年代以後の日本コロムビアの童謡集に収録される場合がある（2008年発売のオムニバスアルバム『ザ・ベスト ほいくえん・ようちえんでうたう歌』『そつえんのうた〜心にのこるベスト・ソング〜』など）。
- 小林晴美、西山琴恵、岡里美幸、ひまわりキッズ - 2000年代以後のキングレコードの童謡集に収録される場合がある（2008年発売のオムニバスアルバム『卒園式のうた〜おもいでのアルバム』など）。
- 秋吉英美 - 2007年、アルバム『新しい朝〜おはようパーソナリティ道上洋三です30周年記念アルバム』に収録。
- 曽我部恵一BAND - 2009年、アルバム『ソカバンのみんなのロック!』に収録。日産自動車セレナCMソング。
- Baby Boo - 2013年、アルバム『うたごえ喫茶アルバム ふるさとのうた』に収録。
- グレッグ・アーウィン - 自身による英訳詞で歌唱。曲名は「Remember the Days」。1997年4月21日発売のアルバム『ハッピー・チャイルド!〜英語でうたおう　こどものうた　みんなのうた〜』、1999年発売のアルバム『英語でうたう日本の童謡2』（共にビクターエンタテインメントから発売）に収録された。